# Katja Fain
Katja Fain, slovenska plavalka, * 31. avgust 2001, Kranj.
Za Slovenijo je na velikih tekmovanjih prvič nastopila leta 2019, na svetovnem prvenstvu v Gwangjuju v Južni Koreji, kjer je nastopila v disciplinah 200 in 400 metrov prosto ter na 400 metrov mešano.
Za Slovenijo bo nastopila na Poletnih olimpijskih igrah v Tokiu, kjer bo nastopila v disciplinah 400m mešano, 800m prosto in 1500m prosto.
Njena mati in trenerka je nekdanja plavalka Metka Sparavec.